# Buchhändlerische Verkaufsordnung
Die Buchhändlerische Verkaufsordnung wurde vom Börsenverein der Deutschen Buchhändler zu Leipzig aufgestellt. Sie diente dazu, den Verkehr zwischen Buchhandel und Publikum verbindlichen Regeln zu unterwerfen. 
Die Anfänge der Buchhändlerischen Verkaufsordnung gehen auf das Jahr 1843 zurück, die erste des Börsenvereins erschien 1906. 
Bei Nicht-Einhaltung der Regeln konnte es zu einem Ausschluss aus dem Börsenverein kommen.
Heute kann aufgrund der Kartellgesetzgebung keine verbindliche Verkaufsordnung mehr aufgestellt werden.